# 前子
前子（英語：Preon），或譯作先子，是在理论上构成夸克和轻子的亚原子粒子。这个粒子的名称首先由乔杰什·帕蒂和阿卜杜勒·萨拉姆于1974年提出。對這模型的興趣於1980年代達到高峰，但之後其發展慢了下來，而這是因為粒子物理學的標準模型依舊最能成功地能描述觀察到的物理現象，以及沒有實驗證據顯示輕子跟夸克可能有次結構之故。前子：正電前子、反正電前子、中性前子跟反中性前子。一般假定W玻色子由六個前子組成，而夸克則以三個前子組成。
在對强子的研究中，已經觀測到了一些在標準模型的框架之下反常的效應，這其中包括了質子自旋之謎、EMC效應（EMC effect）、罗伯特·霍夫施塔特在1956年發現的核子內部的電荷分布情形、以及卡比博-小林-益川矩阵的特設項等等。
當「前子」一詞初創時，其主要目的是解釋兩類自旋為1/2的費米子，也就是輕子跟夸克的相關現象；然而，更近期的前子模型也可用以解釋自旋為1的玻色子，並依舊有著「前子」的稱呼。所有已提出的前子模型都假定較少種類的基本粒子以及這些基本粒子彼此間的組合與互動的模型；而前子模型的目的就是根據這些規則來解釋在標準模型中觀測到的現象，而很多時候這些模型都預測標準模型中會出現微小的不一致，並預測會有新的粒子，而這些現象都不屬標準模型之列。

## 前子模型的目標
對前子的研究受以下的慾望所驅使：
- 減少粒子的數量，很多粒子與更少數更基本粒子間的差異就只是電荷而已，像例如電子與正子彼此相似，但只差了電荷；而對前子模型的研究的一個目的，就是為了解釋為何會有這種現象，而其解釋是電子與正子以相似的前子組成，而這些前子的差別在於電荷；而其期望就是重現當年在元素週期表上管用的簡化策略。
- 解釋費米子的世代數。
- 計算當前無法由標準模型解釋的參數，這其中包括了粒子質量、電荷、以及色荷等等，並減少標準模型中需要的實驗參數。
- 對於自電子中微子至頂夸克為止，各種目前已觀測到的、被認為是基本粒子的粒子彼此間極其巨大的質能差。
- 在不涉及希格斯場的狀況下為電弱交互作用中出現的对称性破缺提供解釋，而在解釋希格斯場的理論問題方面，超對稱可能是必須的，而超對稱本身也有理論問題。
- 對中微子震盪與其質量提供解釋。
- 做出新的非顯然預測，像是冷暗物質候選等。
- 解釋說為何宇宙中只有觀測到的粒子，並對於只有為何只有觀測到的粒子這點提出一個模型，而超對稱等很多既有模型的一個問題就是預測會有一些未被觀測到的粒子存在。

## 背景
在1970年代學界發展出標準模型前（而標準模型的關鍵元素是默里·盖尔曼與喬治·茨威格在1964年提出的夸克理论），物理學家在粒子觀測器中，觀察到了數百種不同的粒子，根據其物理性質，這些粒子很大程度地可透過特定的階層分類，而與生物學上的根據生物物理特徵進行的分類並不是那麼地不同，因此當時一些人會將這龐大的粒子群稱作「粒子動物園」（Particle zoo）這點，也沒有那麼地令人意外。
作為目前粒子物理學主宰理論的標準模型，藉由指出多數觀測到的粒子是由兩個夸克組成的介子或由三個夸克組成的重子，再加上少數幾個其他粒子這點，很大程度地簡化了這幅圖像；而根據這理論，會藉由更強力的加速器看到的粒子，基本上都只會是這些夸克彼此的混合，如此而已。

### 夸克、輕子與玻色子間的比較
根據標準模型，粒子有數種，其中夸克有六種，每種夸克又有三個不同的變體（或曰有不同的「顏色」，也就是「紅」、「藍」、「綠」這三種「顏色」，而這即是所謂的量子色動力學的由來）。
除此之外，稱為輕子的粒子有六種，其中三種帶電荷，分別為電子、μ子與τ子；另外三種沒有帶電荷的則統稱中微子，且每種電子都各有一種中微子與之對應，反之亦然。
此外在標準模型中，還有一些粒子為玻色子，其中包括了光子、W及Z玻色子、膠子和希格斯玻色子等等；此外一些看法認為還有一種名叫重力子的玻色子。幾乎所有的這些玻色子都有「左手」和「右手」兩種版本（見手徵性）；而在這些粒子中，夸克、輕子與W玻色子都有帶有相反電荷的反粒子。

### 標準模型中未解決的問題
盡管標準模型獲得了成功，但也有許多不能完全解決的問題，尤其其中沒有任何基於粒子模型的重力理論。盡管標準模型理論假定重力子的存在，但截至目前為止，所有基於重力子且自洽的理論都宣告失敗。
Kalman指出，根據原子論的概念，組成一切的基本物件應該是不生不滅且不可分割的；然而，由於一些種類的夸克會衰變成其他種類的夸克之故，因此夸克並非真正不生不滅的，因此從基礎的角度出發，夸克並不是組成一切的基本物件，而必然是由像是前子之類更加基本的物件組成的。盡管不同世代的粒子其質量遵循著特定的規律，但截至目前為止，除了可由de Souza模型良好解釋的重子外，目前尚不能精準地預測多數粒子的靜止質量。
此外，標準模型在預測宇宙的大尺度結構方面也出現問題，像是例如說根據標準模型，物質跟反物質的數量應該相等，但這明顯不合觀測事實，而盡管有很多嘗試「修補」這問題的嘗試，但截至目前為止，沒有任何嘗試得到廣泛地接受；此外，對標準模型的基本修改也預測了諸如質子衰變等截至目前為止尚未觀測到的現象。

### 研究前子理論的動機
學界已提出數個模型，以給實驗與理論粒子物理學的結果提供更加基本的解釋，這其中包括了部分子模型和前子模型等等基於假設基本粒子的模型。
產生前子理論的一個動機，是為了在粒子物理學的領域中，重現化學週期表的成就，而化學週期表的產生，使得所有94種在自然界中產生的元素都可以三種粒子（質子、中子、電子）的排列組合作解釋；此外，粒子物理學的標準模型也將強子的粒子動物園給簡化成夸克等數種基本粒子間的排列組合，而這也簡化了在標準模型與量子色動力學出現之前二十世紀中期粒子物理學中大量具有任意性的常數。
然而，截至目前為止，下述的前子模型在物理學界引發的興趣相對較小，這其中有部份的原因是因為截至目前為止，碰撞機實驗尚未發現說標準模型的費米子可能是由複合粒子組成的證據。

### 嘗試
許多物理學家都嘗試發展「前夸克」（pre-quark，此單詞也是英語中「前子」一名的由來）以在理論上解釋許多標準模型中只透過成千上萬的實驗得知的資料；這類假想的基本粒子（或其他介於標準模型中的粒子與更加基本粒子之間的粒子）的其他名字包括了前夸克（prequark）、次夸克（subquark）、毛子（maon）阿拉法子（alphon）、五斂子（quinks）、粒生子（rishon）、堆子（tweedle）、黑子（helons）、單子（haplon）、Y粒子（Y-particle）以及元始子（primons）等等。在這其中，前子是在物理界中最常用的名字。
發展這類次結構理論的努力，至遲可追溯至乔杰什·帕蒂和阿卜杜勒·萨拉姆于1974年在《物理评论》上發表的一篇文章。其他的理論包括了Terazawa、Chikashige與Akama在1977年發表的文章，及一篇1979年由Ne'eman、Harari、與Shupe發表的相似但獨立提出的文章、一篇在1981年由Fritzsch與Mandelbaum發表的文章，以及一本在1992年由D'Souza與Kalman出版的著作等。這些理論中沒有一個獲得物理學界的廣泛接受；然而，在近期的研究中，de Souza指出根據他模型中推導出的其中一個量子數所選出的規則，他的模型可良好地描述強子的弱核力衰變。在他的模型中，輕子是基本粒子，而夸克則由兩對元始子所組成，因此所有的夸克都可視為四個元始子的組合，而在其中，標準模型中的希格斯玻色子是不必要的，而所有夸克的質量都可由每對元始子之間透過三個類似希格斯子的玻色子的交互作用推導出來。
汉斯·德默尔特在他於1989年的諾貝爾獎接受演講中提出了一種最基本、有著可定義性質的粒子，他將這粒子給稱為宇子（cosmon），並認為宇子是一長串但數量有限且越來越基本的粒子當中的最終粒子。

### 複合希格斯玻色子
許多前子模型要不就不考慮希格斯玻色子，要不就排除希格斯玻色子的存在，這些理論並指出說電弱對稱的破壞的原因並不是希格斯場，而是複合前子。像例如Fredriksson的前子模型並不需要希格斯玻色子，而在他的模型中，電弱對稱的破壞是因為前子排列改變而非希格斯場所致；事實上，Fredriksson的前子模型與de Souza模型認為標準模型中的希格斯玻色子並不存在。

## 粒生子模型
粒生子模型（RM）是嘗試解釋粒子物理學的標準模型的現象的前子模型中最早出現的，這模型在1979年由海姆·哈拉里（英语：Haim Harari）與麥可·A·修普（Michael A Shupe）獨立提出，之後哈拉里與其學生内森·塞伯格擴展了這模型。
在粒生子模型中，有兩種統稱為粒生子（Rishon，此詞源自希伯來語指稱「主要」的詞彙רִאשׁוֹן）的前子。而這兩種粒生子分別稱作T-粒生子（符號T，T取自英語的Third（意即「第三」或「三分之一」，這是因為在模型中T-粒生子的電荷是+1/3 e之故）或希伯來語中意指「無形」的字眼תֹהוּ/Tohu）和V-粒生子（符號V，V取自英語的Vanish（意即「消失」，這是因為在模型中V-粒生子是電中性的之故）或希伯來語中意指「空虛」的字眼בוהו/Vohu/Bohu）。所有的輕子跟夸克都是由三個粒生子組成的，而這些由三個粒生子組成的粒子的自旋都是1/2。
粒生子模型是這領域各種努力的代表，許多前子模型都認為說物質與反物質的不平衡，在事實上只是幻覺，嚇不倒他們的，而會有這種幻覺，是因為大量的前子等級的反粒子被困在更複雜的結構中所致。

## 批評

### 質量悖論
其中一個前子模型最初是由费米国立加速器实验室對撞偵測機的團隊1994年左右的內部報告發展出來的，這篇報告之所以會出現，是因為在1992-1993年的對撞實驗中，出現了無從解釋的、能量超過200 GeV的額外噴流之故；然而，散射實驗指出，輕子與夸克直至10−18 m （或質子直徑的千分之一）的尺度範圍內都呈現點狀；而處於這個框之內的大小的前子，不論質量為何，其動量不確定性大約為200 GeV/c，這是上夸克靜止質量的50,000倍，更是電子靜止質量的400,000倍。
海森堡的測不準原理指出，{\displaystyle \operatorname {\Delta } x\cdot \operatorname {\Delta } p\geq {\tfrac {1}{2}}\hbar }，而任何處於小於{\displaystyle \operatorname {\Delta } x}的框之內的任何東西，其動量不確定性都會隨之變大，由於這裡觀測到的動量不確定性{\displaystyle \operatorname {\Delta } p}大於粒子本身之故，因此前子模型當中的粒子會小於由這些前子組成的粒子。
然而在此前子模型導致了一個質量悖論：夸克或電子等粒子怎可能以小於自身，但因巨大的動量之故而有著比自身大上許多數量級的質量的粒子所組成？一個解決這悖論的方式是假定前子彼此間強大的束縛力抵銷了其質能。

### 與觀測事實的矛盾
前子模型常對已觀測到的基本粒子的性質，提出額外未受觀察的作用力或機制，而這可能會導致觀測上的矛盾，像例如說現在大型強子對撞機已確認希格斯玻色子的存在，而這與許多不包括希格斯玻色子的前子模型相衝突。
前子理論要求輕子與夸克具有有限的體積，而升級後能量提升的大型強子對撞機將有可能對此進行觀測。

## 大眾文化中的前子
- 美國科幻小說家愛德華‧艾默‧史密斯在他1930年創作的小說《太空雲雀三》（Skylark of Space）於1948年的再版中，提出了一系列的「一類與二類次電子」，而其中的二類次電子與重力相關，盡管這可能不是原始小說中的元素（此外由於這18年間的科學進展，小說中的許多其他科學基礎都被大幅修動），但這再版小說的內容可能是最早提出電子可能不是基本粒子的文章之一。
- 在由馮達·N·麥金太爾（英语：Vonda N. McIntyre）撰寫的、1982年電影《星际旅行II：可汗怒吼》的小說版中，Carol Marcus創世紀畫團隊的兩名成員Vance Madison與Delwyn March對兩種他們稱之為boojum與snark次基本粒子進行研究，而因為他們研究的領域比基本粒子更下一等之故，他們戲稱自己研究的是「幼稚園物理學」（在英語中，elementary一詞除了指稱基本粒子外，也被用於意指「小學」的單詞elementary school當中，而比小學更下一等的就是「幼稚園」）。
- 在詹姆斯·霍根於1982年創作的小說《辞别过去的远航》（Voyage from Yesteryear）中有提及前子（小說將之稱為「堆子」（tweedles）），而前子的物理學是小說的劇情核心。

## 拓展阅读
- Ball, P. . Nature. 2007. doi:10.1038/news.2007.292.